# Jour du soulèvement tibétain

Le Jour du soulèvement tibétain aussi appelé Jour du soulèvement national tibétain marque l'anniversaire du soulèvement tibétain de 1959, observé tous les 10 mars, par le gouvernement tibétain en exil et des personnes et associations solidaires de sa cause.
Chaque année, le 10 mars anniversaire du soulèvement de 1959, bien que tabou en Chine, a un écho important parmi les 6 millions de Tibétains du Tibet sous contrôle chinois.
Les Tibétains et leurs supporters organisent des manifestations et des marches dans le monde en commémoration du soulèvement national tibétain quand des dizaines de milliers de Tibétains ont manifesté contre l’invasion et l’occupation de leur pays par la Chine. Le 10 mars 2007, Tsering Lama, porte-parole d’Étudiants pour un Tibet libre Canada déclarait : « En 1959, nos grands-parents sont descendus dans les rues pour résister à l’occupation chinoise de notre terre et pour protéger Sa Sainteté le Dalaï Lama, ».
Chaque année, un message du 14e dalaï-lama était lu lors de cette commémoration, jusqu'à ce  qu'il prenne sa retraite politique définitive en août 2011 en faveur d'un premier ministre tibétain, Lobsang Sangay, élu au suffrage universel, suivant son souhait remontant à 1960 de développer la démocratie tibétaine. 